# 1030 (numero)
Milletrenta (1030) è il numero naturale dopo il 1029 e prima del 1031.

## Proprietà matematiche
- È un numero pari.
- È un numero composto da 8 divisori: 1, 2, 5, 10, 103, 206, 515, 1030. Poiché la somma dei suoi divisori (escluso il numero stesso) è 842 < 1030, è un numero difettivo.
- È un numero sfenico.
- È un numero felice.
- È un numero di Ulam.
- È un numero congruente.
- È un numero odioso.
- È un numero palindromo nel sistema numerico a base 3 (1102011)
- È parte delle terne pitagoriche (618, 824, 1030), (1030, 2472, 2678), (1030, 10584, 10634), (1030, 53040, 53050), (1030, 265224, 265226).

## Astronomia
- 1030 Vitja è un asteroide della fascia principale del sistema solare.
- NGC 1030 è una galassia nella costellazione dell'Ariete.

## Astronautica
- Cosmos 1030 è un satellite artificiale russo.